# Фалькенхаузен, Лотар фон
Лотар фон Фалькенхаузен (Lothar von Falkenhausen; род. 1959, Эссен, Германия) — немецко-американский археолог, синолог, специалист по бронзовому веку в Китае.
Доктор философии (1988), профессор Калифорнийского университета в Лос-Анджелесе, где преподаёт с 1993 года, и ассоциированный директор его Cotsen Institute, член Американского философского общества (2016).
Обучался в Боннском, Пекинском, Киотском и Гарвардском университетах. В последнем в 1988 году получил степень доктора философии по антропологии. Прежде чем поступить в 1993 году в штат Калифорнийского университета в Лос-Анджелесе, преподавал в Стэнфордском университете и Калифорнийском университете в Риверсайде. Первую поездку в Китай совершил в 1979 году.
Редактор Journal of East Asian Archaeology и Early China Special Monographs Series.
Член Американской академии искусств и наук. Полиглот.
Почётный доктор Чжэцзянского университета (2014).
Его книга «Chinese Society in the Age of Confucius (1000—250 BC): The Archaeological Evidence» (2006) отмечена Society for American Archaeology Book Award и переведена на японский, китайский и корейский языки.